# امان‌الله ریگی
امان‌الله خان ریگی (زاده ١٣٠٧ زاهدان-۴ شهریورماه ١٣٩۴)سیاست‌مدار ایرانی بود، که در  دوره بیستم ،   دوره بیست و دوم  و   دوره بیست و سوم  بعنوان نماینده زاهدان در مجلس شورای ملی حضور داشت.

## زندگی‌نامه
امان‌الله خان ریگی ، در ١٣٠٧ در زاهدان متولد شد. پس از انجام تحصیلات ابتدائی و متوسطه وارد دانشكده‏ حقوق تهران شد و در رشته‏ علوم سیاسی مدرک گرفت و در شرکت ملی نفت استخدام گردید. در انتخابات دوره‏ بیستم به وکالت از زاهدان انتخاب گردید و در ادوار بیست‏ و یکم به بیست‏ و دوم و بیست ‏و سوم کرسی نمایندگان زاهدان را براى خود حفظ کرد. 

امان‌الله خان ریگی  از بنیانگذاران کنگره همبستگی ایرانیان، و جبهه هماهنگ مبارزان ایران بود. 
امان‌الله خان ریگی چهارم شهریور ماه ١٣٩۴ در ۸۷ سالگی درگذشت.